# ハチャプリ

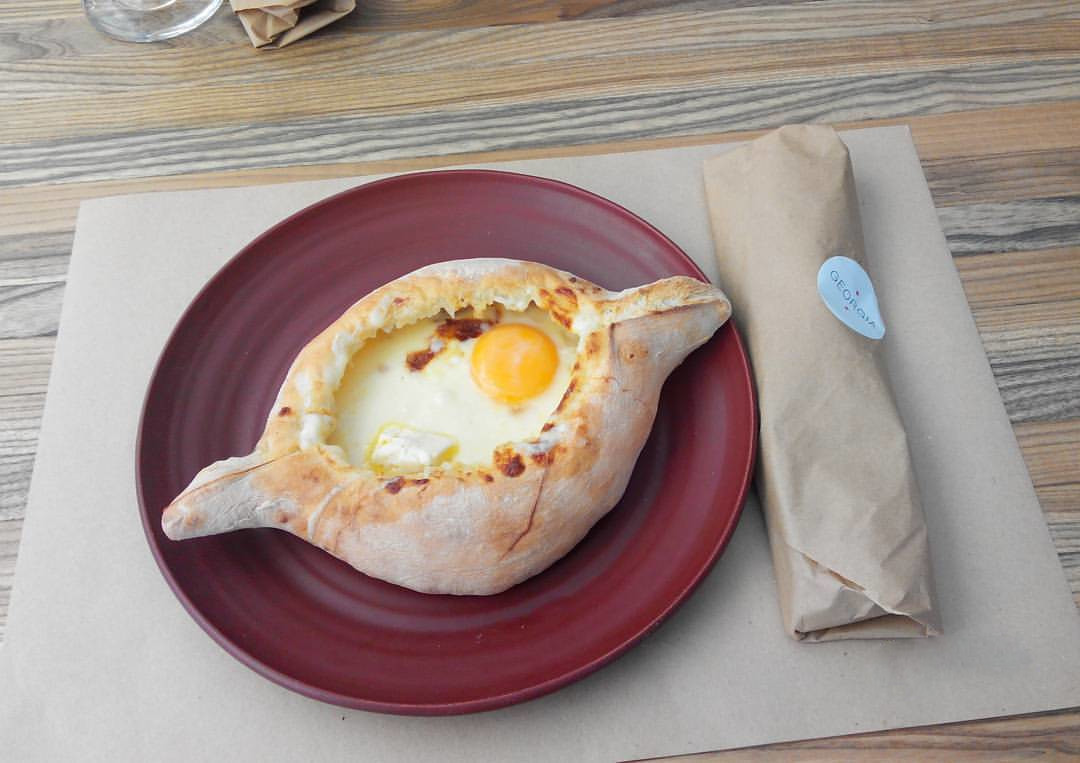
アジャリア地区のハチャプリは、舟形をしていて、中央の生卵を付けて食べる。

ハチャプリ（グルジア語: ხაჭაპური  発音 英語: Khachapuri）は、南コーカサスにあるジョージアに伝わるジョージア料理のチーズ入りパンである。パンは発酵後にさまざまな形に成形される。フィリングにはチーズや卵などの材料が使われる。チーズにはフレッシュチーズも発酵チーズもともに使われるが、最も一般的なのはスルグニと呼ばれるチーズである。
ハチャプリには、ジョージアの地方によって次のような種類に区分される。
- イメレティ（イメルリ）のハチャプリ。円形で、最も一般的なタイプである。
- アジャリア（アチャルリ/アジャルリ）のハチャプリ。開いたブーツのような形に成形され、熱いパイの上に生卵とバターを乗せて食べる。
- サメグレロ（メグルリ）のハチャプリ。イメレティのものに似ているが、上にさらにチーズをかける。
- アブハジア（アチュマ）のハチャプリ。複数の層にチーズをはさんで作る。ソースのないラザニアのように似ている。アチュマという名前は、このタイプのハチャプリの一般的な名称である。「アブハジアハチャプリ」（'Abkhazian Khachapuri'）という名前は使用されない。
- グリア（グルリ）のハチャプリ。生地の中にゆで卵が入っており、カルツォーネに似ている。おそらく、これはハチャプリの一種ではない。グリアはクリスマスに作られ、単に「クリスマスパイ」と呼ばれている。また、ジョージアの他の地方では、「グリア・パイ」（Gurian pie）と呼ばれている。
- オセチア（オスリ）のハチャプリ。フィリングの中にチーズだけでなくじゃがいもも入っている。普通、ハビジニ（Khabizgini）と呼ばれる。
- スヴァネティのハチャプリ
- ラチュリのハチャプリ
- ペノヴァニのハチャプリ

ハチャプリの食材原価は、ジョージアの主要生産品とともに、トビリシ国立大学国際経済学校が開発した「ハチャプリ指標」によって、国内の各都市間のインフレーション指標として使われている。

## 日本における展開
フジパンから「ハチャプリ～たまご～」の名で惣菜パンが発売され、駐日ジョージア臨時代理大使のティムラズ・レジャバに好意的な評価をうけた。